# Xã Randolph, Quận Crawford, Pennsylvania
Xã Randolph (tiếng Anh: Randolph Township) là một xã thuộc quận Crawford, tiểu bang Pennsylvania, Hoa Kỳ. Năm 2010, dân số của xã này là 1.782 người.